# Saison 1 d'Urgences
Chronologie
Saison 2
Cet article présente le guide des épisodes de la première saison de la série télévisée Urgences (E.R.).
À noter, dans un but de clarification des personnages : il existe différents « grades » concernant les employés d'un hôpital, pour plus de précision consultez la section grades de l'article principal Urgences.

## Distribution

### Acteurs principaux
- Anthony Edwards (VF : William Coryn) : Dr Mark Greene, urgentiste résident de 4e année, chef des internes, puis titulaire
- George Clooney (VF : Patrick Noérie) : Dr Douglas « Doug » Ross, résident en pédiatrie de 4e année
- Eriq La Salle (VF : Thierry Desroses) : Dr Peter Benton, résident en chirurgie de 2e année
- Sherry Stringfield (VF : Emmanuelle Bondeville) : Dr Susan Lewis, urgentiste résidente de 2e année
- Noah Wyle (VF : Eric Missoffe) : Dr John Carter, externe de 3e année
- Julianna Margulies (VF : Hélène Chanson) : Carol Hathaway, infirmière surveillante (créditée comme guest dans l'épisode pilote)

### Acteurs récurrents

#### Membres du personnel de l'hôpital
- William H. Macy (VF : Jacques Bouanich) : Dr David Morgenstern, titulaire en chirurgie générale, chef des urgences et de la chirurgie
- Michael Ironside (VF : Jean-François Aupied) : Dr William « Wild Willy » Swift, urgentiste titulaire, chef des urgences éphémère
- CCH Pounder (VF : Sophie Lepanse) : Dr Angela Hicks, titulaire en chirurgie générale
- Sam Anderson (VF : Vania Vilers) : Dr Jack Kayson, cardiologue titulaire, chef de la cardiologie, membre du conseil de l'hôpital
- Amy Aquino (VF : Martine Meirhaeghe) : Dr Janet Coburn, gynécologue-obstétricienne titulaire
- Rick Rossovich : Dr John « Tag » Taglieri, titulaire en chirurgie orthopédique
- John Terry (VF : Emmanuel Karsen) : Dr David « Div » Cvetic, psychiatre titulaire
- Scott Jaeck (en) : Dr Steve Flint, chef de la radiologie
- Gloria Reuben (VF : Brigitte Berges) : Jeanie Boulet, assistante médicale
- Ming-Na Wen (VF : Yumi Fujimori) : Debra « Deb » Chen, externe (1re année) (son vrai prénom est Jing-Meï, comme on l'apprendra à partir de la saison 6)
- Conni Marie Brazelton (VF : Barbara Delsol) : Conni Oligario, infirmière
- Ellen Crawford (VF : Anne Ludovik) : Lydia Wright, infirmière
- Deezer D (en) (VF : Martin Brieuc) : Malik McGrath, infirmier
- Vanessa Marquez (VF : Véronique Alycia) : Wendy Goldman, infirmière
- Yvette Freeman (VF : Maïté Monceau) : Haleh Adams, infirmière (dénommée Shirley Adams dans la version française)
- Lily Mariye (en) (VF : Catherine Artigala) : Lily Jarvik, infirmière
- Laura Cerón (VF : Colette Nucci) : Ethel « Chuny » Marquez, infirmière (avant-dernier épisode uniquement)
- Dinah Lenney (en) : Shirley, infirmière en chirurgie
- Abraham Benrubi (VF : Bruno Carna) : Jerry Markovic, réceptionniste
- Tim Rawlins : Glenn Plummer, réceptionniste
- Malgoscha Gebel : Bogdanilivestsky « Bob » Romansky, réceptionniste
- Rolando Molina : Rolando, réceptionniste
- Emily Wagner (VF : Annabelle Roux) : Doris Pickman, secouriste
- Montae Russell (en) : Zadro White, secouriste

#### Autres
- Christine Harnos (en) (VF : Nathalie Régnier) : Jennifer « Jenn » Greene, épouse de Mark Greene
- Yvonne Zima : Rachel Greene, fille de Mark Greene
- Kathleen Wilhoite (VF : Séverine Morisot) : Chloe Lewis, sœur de Susan Lewis
- Beah Richards : Mme Benton, mère de Peter Benton
- Khandi Alexander (VF : Maïk Darah) : Jackie Robbins, sœur de Peter Benton
- Andrea Parker (VF : Dominique Westberg) : Linda Farrell, copine de Doug Ross
- Lisa Zane : Diane Leeds, copine de Doug Ross
- Zachary Browne : Jake Leeds, fils de Diane Leeds
- Mike Genovese : officier Al Grabarsky, policier
- Wolfgang Bodison (en) : Al Boulet, mari de Jeanie Boulet
- Troy Evans (VF : Christian Peythieu) : Frank Martin, un patient apparaissant lors du pilote. Il deviendra l'un des réceptionnistes des urgences à partir de la saison 6 jusqu'à la fin de la série.

## Liste des épisodes

### Épisode 1:Pilote
- États-Unis : 19 septembre 1994 sur NBC
- France : 27 juin 1996 sur France 2

- États-Unis : 23 millions de téléspectateurs[1] (première diffusion)
- France : 6 millions de téléspectateurs[2] (première diffusion)

- William H. Macy (Dr David Morgenstern)
- Perry Anzilotti (Ed)
- Glenn Plummer (Timmy Rawlins)
- Scott Jaeck (Dr Steve Flint)
- Yvonne Zima (Rachel Greene)
- Troy Evans (Agent Frank Martin)
- Yvette Freeman (Haley Adams)
- Ellen Crawford (Lydia Wright)
- Conni M. Brazelton (Conni Oligario)
- Deezer D. (Malik McGrath)
- Abraham Benrubi (Jerry Markovic)
- Vanessa Marquez (Wendy Goldman)
- Miguel Ferrer (Mr Parker)

Ce pilote d'une durée de 86 minutes ne comporte que cinq personnages réguliers : les docteurs Greene, Ross, Benton, Lewis et John Carter. 
Carol Hathaway n'était, au départ, pas prévue pour participer à la série : Julianna Margulies est créditée en tant qu'invitée dans cet épisode puisqu'elle devait succomber à sa tentative de suicide et disparaître du casting. Des scènes de sa mort avaient été tournées et insérées dans les premières projections tests et devant les réactions négatives, les producteurs se sont ravisés et ont décidé de faire revenir le personnage pour l'intégrer à la distribution de la série dès l'épisode suivant. George Clooney avait conseillé à Margulies de ne pas s'engager ailleurs car il avait le sentiment qu'elle aurait un rôle plus important qu'attendu. Depuis, plus jamais un épisode de la série ne comportera moins de six personnages réguliers.
Ce pilote est le seul segment de la série dont la durée est supérieure à un épisode type soit entre 42 et 44 minutes. 
Miguel Ferrer, cousin de George Clooney, qui n'est pas crédité, joue le rôle du patient de Susan Lewis atteint d'un cancer du poumon.
Troy Evans interprète un patient qui doit subir la première intraveineuse de l'inexpérimenté John Carter et reviendra comme réceptionniste du Cook County à partir de la saison 6.   
La scène où Carter se sent mal et se trouve réconforté par le Docteur Greene sera réutilisée avec une grande partie des mêmes dialogues et de la mise en scène dans la saison 8 (épisode 20) lorsque le personnage de John Carter succédera à Mark Greene et consolera le jeune externe Gallant.                       
Exceptionnellement il n'y a pas de générique présentant en musique le casting pour ce pilote mais le thème de la série composé par James Newton Howard fait office de générique de fin avec un plan fixe de Mark Greene. Pour la suite de la série ce même générique de fin aura une version un peu modifiée et raccourcie du thème.

### Épisode 2:Jour J
- États-Unis : 22 septembre 1994 sur NBC
- France : 4 juillet 1996 sur France 2

- Scott Jaeck (Dr Steve Flint)
- Rick Marzan (Camacho)
- Glenn Plummer (Timmy Rawlins)
- Lee Sellars (Secouriste)
- John Terry (Dr Div Cvetic)
- Yvonne Zima (Rachel Greene)
- Yvette Freeman (Haley Adams)
- Ellen Crawford (Lydia Wright)
- Conni M. Brazelton (Conni Oligario)
- Deezer D. (Malik McGrath)
- Abraham Benrubi (Jerry Markovic)
- Vanessa Marquez (Wendy Goldman)

### Épisode 3:Le Retour
- États-Unis : 29 septembre 1994 sur NBC
- France : 4 juillet 1996 sur France 2

- Rosemary Clooney (Madame X / Mary Cavanaugh)
- Glenn Plummer (Timmy Rawlins)
- Sam Anderson (Dr Jack Kayson)
- Tyra Ferrell (Dr Sarah Langworthy)
- Scott Jaeck (Dr Steve Flint)
- Rick Rossovich (Dr John Taglieri)
- Lee Sellars (Secouriste)
- John Terry (Dr Div Cvetic)
- William H. Macy (Dr David Morgenstern)
- Yvette Freeman (Haley Adams)
- Ellen Crawford (Lydia Wright)
- Conni M. Brazelton (Conni Oligario)
- Deezer D. (Malik McGrath)
- Abraham Benrubi (Jerry Markovic)
- Vanessa Marquez (Wendy Goldman)

### Épisode 4:Longue Nuit aux urgences
- États-Unis : 6 octobre 1994 sur NBC
- France : 11 juillet 1996 sur France 2

- Tyra Ferrell (Dr Sarah Langworthy)
- Rick Marzan (Camacho)
- Ving Rhames (Walt Robbins)
- Rick Rossovich (Dr John Taglieri)
- John Terry (Dr Div Cvetic)
- William H. Macy (Dr David Morgenstern)
- Amy Aquino (Janet Coburn)
- Yvette Freeman (Haley Adams)
- Ellen Crawford (Lydia Wright)
- Conni M. Brazelton (Conni Oligario)
- Deezer D. (Malik McGrath)
- Abraham Benrubi (Jerry Markovic)
- Vanessa Marquez (Wendy Goldman)

### Épisode 5:Chocs
- États-Unis : 13 octobre 1994 sur NBC
- France : 11 juillet 1996 sur France 2

- Sam Anderson (Dr Jack Kayson)
- Scott Jaeck (Dr Steve Flint)
- Rick Marzan (Camacho)
- John Terry (Dr Div Cvetic)
- Yvette Freeman (Haley Adams)
- Ellen Crawford (Lydia Wright)
- Abraham Benrubi (Jerry Markovic)
- Vanessa Marquez (Wendy Goldman)

### Épisode 6:Dans la chaleur de Chicago
- États-Unis : 20 octobre 1994 sur NBC
- France : 18 juillet 1996 sur France 2

- Tyra Ferrell (Dr Sarah Langworthy)
- Andrea Parker (Linda Farrell)
- Rick Rossovich (Dr John Taglieri)
- John Terry (Dr Div Cvetic)
- Kathleen Wilhoite (Chloe Lewis)
- Yvonne Zima (Rachel Greene)
- Yvette Freeman (Haley Adams)
- Ellen Crawford (Lydia Wright)
- Conni M. Brazelton (Conni Oligario)
- Deezer D. (Malik McGrath)
- Abraham Benrubi (Jerry Markovic)
- Vanessa Marquez (Wendy Goldman)
- Emily Wagner (Doris Pickman)

### Épisode 7:Un jour comme les autres
- États-Unis : 3 novembre 1994 sur NBC
- France : 18 juillet 1996 sur France 2

- Tyra Ferrell (Dr Sarah Langworthy)
- Mike Genovese (Officier Al Grabarsky)
- Rick Marzan (Camacho)
- Andrea Parker (Linda Farrell)
- Rick Rossovich (Dr John Taglieri)
- John Terry (Dr Div Cvetic)
- Kathleen Wilhoite (Chloe Lewis)
- William H. Macy (Dr David Morgenstern)
- Yvette Freeman (Haley Adams)
- Ellen Crawford (Lydia Wright)
- Conni M. Brazelton (Conni Oligario)
- Deezer D. (Malik McGrath)
- Abraham Benrubi (Jerry Markovic)

### Épisode 8:Angoisse latente
- États-Unis : 10 novembre 1994 sur NBC
- France : 25 juillet 1996 sur France 2

- Tyra Ferrell (Dr Sarah Langworthy)
- Malgoscha Gebel (Bogdanilivestsky 'Bob' Romansky)
- Ving Rhames (Walt Robbins)
- Beah Richards (Mme Benton)
- John Terry (Dr Div Cvetic)
- Yvette Freeman (Haley Adams)
- Ellen Crawford (Lydia Wright)
- Conni M. Brazelton (Conni Oligario)
- Lily Mariye (Lily Jarvik)
- Abraham Benrubi (Jerry Markovic)

### Épisode 9:Confidences aux Urgences
- États-Unis : 17 novembre 1994 sur NBC
- France : 25 juillet 1996 sur France 2

- Tyra Ferrell (Dr Sarah Langworthy)
- Malgoscha Gebel (Dr Bogdanilivestsky 'Bob' Romansky)
- Mike Genovese (Officier Al Grabarsky)
- Andrea Parker (Linda Farrell)
- Rick Rossovich (Dr John Taglieri)
- John Terry (Dr Div Cvetic)
- Kathleen Wilhoite (Chloe Lewis)
- Yvette Freeman (Haley Adams)
- Ellen Crawford (Lydia Wright)
- Deezer D. (Malik McGrath)
- Abraham Benrubi (Jerry Markovic)
- Graham Jarvis (Francis)

### Épisode 10:Blizzard
- États-Unis : 8 décembre 1994 sur NBC
- France : 1er août 1996 sur France 2

- Malgoscha Gebel (Dr Bogdanilivestsky 'Bob' Romansky)
- Scott Jaeck (Dr Steve Flint)
- Rick Marzan (Camacho)
- Andrea Parker (Linda Farrell)
- CCH Pounder (Dr Angela Hicks)
- William H. Macy (Dr David Morgenstern)
- Yvette Freeman (Haley Adams)
- Ellen Crawford (Lydia Wright)
- Conni M. Brazelton (Conni Oligario)
- Deezer D. (Malik McGrath)
- Abraham Benrubi (Jerry Markovic)
- Vanessa Marquez (Wendy Goldman)
- Emily Wagner (Doris Pickman)

### Épisode 11:Le Cadeau
- États-Unis : le 15 décembre 1994 sur NBC
- France : 1er août 1996 sur France 2

- Malgoscha Gebel (Dr Bogdanilivestsky 'Bob' Romansky)
- Rick Marzan (Camacho)
- Andrea Parker (Linda Farrell)
- CCH Pounder (Dr Angela Hicks)
- Rick Rossovich (Dr John Taglieri)
- Kathleen Wilhoite (Chloe Lewis)
- Yvette Freeman (Haley Adams)
- Ellen Crawford (Lydia Wright)
- Conni M. Brazelton (Conni Oligario)
- Deezer D. (Malik McGrath)
- Abraham Benrubi (Jerry Markovic)

### Épisode 12:Bonne Année
- États-Unis : 5 janvier 1995 sur NBC
- France : 8 août 1996 sur France 2

- Khandi Alexander (Jackie Robbins)
- Sam Anderson (Dr Jack Kayson)
- Malgoscha Gebel (Bogdanilivestsky 'Bob' Romansky)
- Mike Genovese (Officier Al Grabarsky)
- Andrea Parker (Linda Farrell)
- CCH Pounder (Dr Angela Hicks)
- Lee Sellars (Secouriste)
- William H. Macy (Dr David Morgenstern)
- Ellen Crawford (Lydia Wright)
- Conni M. Brazelton (Conni Oligario)
- Lily Mariye (Lily Jarvik)
- Emily Wagner (Doris Pickman)
- Dinah Lenney (Shirley)

### Épisode 13:Tirage au sort
- États-Unis : 12 janvier 1995 sur NBC
- France : 8 août 1996 sur France 2

- Sam Anderson (Dr Jack Kayson)
- Suzanne Carney (Janet)
- Ming-Na (Deb Chen)
- Ving Rhames (Walt Robbins)
- Beah Richards (Mme Benton)
- William H. Macy (Dr David Morgenstern)
- Yvette Freeman (Haley Adams)
- Ellen Crawford (Lydia Wright)
- Deezer D. (Malik McGrath)
- Vanessa Marquez (Wendy Goldman)
- Emily Wagner (Doris Pickman)

### Épisode 14:Parcours d'une longue journée
- États-Unis : 19 janvier 1995 sur NBC
- France : 22 août 1996 sur France 2

- Khandi Alexander (Jackie Robbins)
- Sam Anderson (Dr Jack Kayson)
- Zachary Browne (Jake Leeds)
- Ming-Na (Deb Chen)
- Gloria Reuben (Jeanie Boulet)
- Rick Rossovich (Dr John Taglieri)
- Lisa Zane (Diane Leeds)
- William H. Macy (Dr David Morgenstern)
- Yvette Freeman (Haley Adams)
- Conni M. Brazelton (Conni Oligario)
- Lily Mariye (Lily Jarvik)
- Abraham Benrubi (Jerry Markovic)
- Emily Wagner (Doris Pickman)

### Épisode 15:La vie continue
- États-Unis : 2 février 1995 sur NBC
- France : 22 août 1996 sur France 2

- Zachary Browne (Jake Leeds)
- Malgoscha Gebel (Bogdanilivestsky 'Bob' Romansky)
- Ming-Na (Deb Chen)
- Rolando Molina (Rolando)
- Gloria Reuben (Jeanie Boulet)
- Lee Sellars (Secouriste)
- Lisa Zane (Diane Leeds)
- William H. Macy (Dr David Morgenstern)
- Yvette Freeman (Haley Adams)
- Ellen Crawford (Lydia Wright)
- Conni M. Brazelton (Conni Oligario)
- Lily Mariye (Lily Jarvik)
- Deezer D. (Malik McGrath)
- Emily Wagner (Doris Pickman)
- Montae Russell (Zadro White)

### Épisode 16:La Saint Valentin
- États-Unis : 9 février 1995 sur NBC
- France : 8 septembre 1996 sur France 2

- Sam Anderson (Dr Jack Kayson)
- Zachary Browne (Jake Leeds)
- Mike Genovese (Officier Al Grabarsky)
- Ming-Na (Deb Chen)
- Beah Richards (Mme Benton)
- Lee Sellars (Secouriste)
- Lisa Zane (Diane Leeds)
- Yvette Freeman (Haley Adams)
- Ellen Crawford (Lydia Wright)
- Conni M. Brazelton (Conni Oligario)
- Deezer D. (Malik McGrath)
- Abraham Benrubi (Jerry Markovic)
- Vanessa Marquez (Wendy Goldman)
- Emily Wagner (Doris Pickman)

### Épisode 17:Soirée d'anniversaire
- États-Unis : 16 février 1995 sur NBC
- France : 8 septembre 1996 sur France 2

- Khandi Alexander (Jackie Robbins)
- Suzanne Carney (Janet)
- Ming-Na (Deb Chen)
- Rolando Molina (Rolando)
- CCH Pounder (Dr Angela Hicks)
- Gloria Reuben (Jeanie Boulet)
- Ving Rhames (Walt Robbins)
- Rick Rossovich (Dr John Taglieri)
- Lisa Zane (Diane Leeds)
- Ellen Crawford (Lydia Wright)
- Conni M. Brazelton (Conni Oligario)
- Lily Mariye (Lily Jarvik)
- Deezer D. (Malik McGrah)
- Abraham Benrubi (Jerry Markovic)
- Emily Wagner (Doris Pickman)
- Montae Russell (Zadro White)

### Épisode 18:Nuit blanche à Chicago
- États-Unis : 23 février 1995 sur NBC
- France : 15 septembre 1996 sur France 2

- CCH Pounder (Dr Angela Hicks)
- Ving Rhames (Walt Robbins)
- Beah Richards (Mme Benton)
- Lisa Zane (Diane Leeds)
- Perry Anzilotti (Ed)
- William H. Macy (Dr David Morgenstern)
- Yvette Freeman (Haley Adams)
- Ellen Crawford (Lydia Wright)
- Conni M. Brazelton (Conni Oligario)
- Deezer D. (Malik McGrath)
- Abraham Benrubi (Jerry Markovic)
- Montae Russell (Zadro White)

### Épisode 19:Travail perdu
- États-Unis : 9 mars 1995 sur NBC
- France : 15 septembre 1996 sur France 2

- Khandi Alexander (Jackie Robbins)
- Amy Aquino (Dr Janet Coburn)
- Ming-Na (Deb Chen)
- Beah Richards (Mme Benton)
- Yvette Freeman (Haley Adams)
- Ellen Crawford (Lydia Wright)
- Lily Mariye (Lily Jarvik)
- Abraham Benrubi (Jerry Markovic)
- Bradley Whitford (Sean, le mari de la femme enceinte)

### Épisode 20:La Pleine Lune du samedi soir
- États-Unis : 30 mars 1995 sur NBC
- France : 22 septembre 1996 sur France 2

- Malgoscha Gebel (Bogdanilivestsky 'Bob' Romansky)
- Michael Ironside (Dr William 'Wild Willy' Swift)
- Ming-Na (Deb Chen)
- Gloria Reuben (Jeanie Boulet)
- Beah Richards (Mme Benton)
- Rick Rossovich (Dr John Taglieri)
- Lisa Zane (Diane Leeds)
- Yvette Freeman (Haley Adams)
- Conni M. Brazelton (Conni Oligario)
- Deezer D. (Malik McGrath)
- Abraham Benrubi (Jerry Markovic)
- Emily Wagner (Doris Pickman)

### Épisode 21:Tout s'effondre
- États-Unis : 6 avril 1995 sur NBC
- France : 22 septembre 1996 sur France 2

- Khandi Alexander (Jackie Robbins)
- Amy Aquino (Dr Janet Coburn)
- Zachary Browne (Jake Leeds)
- Michael Ironside (Dr William 'Wild Willy' Swift)
- Ming-Na (Deb Chen)
- Gloria Reuben (Jeanie Boulet)
- Beah Richards (Mme Benton)
- Lisa Zane (Diane Leeds)
- Yvette Freeman (Haley Adams)
- Ellen Crawford (Lydia Wright)
- Abraham Benrubi (Jerry Markovic)
- Vanessa Marquez (Wendy Goldman)
- Emily Wagner (Doris Pickman)
- Montae Russell (Zadro White)

### Épisode 22:Les hommes proposent, Dieu dispose
- États-Unis : 27 avril 1995 sur NBC
- France : 29 septembre 1996 sur France 2

- Amy Aquino (Dr Janet Coburn)
- Zachary Browne (Jake Leeds)
- Michael Ironside (Dr William 'Wild Willy' Swift)
- Scott Jaeck (Dr Steve Flint)
- Rolando Molina (Rolando)
- Andrea Parker (Linda Farrell)
- Gloria Reuben (Jeanie Boulet)
- Lisa Zane (Diane Leeds)
- Yvonne Zima (Rachel Greene)
- Yvette Freeman (Haley Adams)
- Ellen Crawford (Lydia Wright)
- Conni M. Brazelton (Conni Oligario)
- Deezer D. (Malik McGrath)
- Abraham Benrubi (Jerry Markovic)
- Vanessa Marquez (Wendy Goldman)
- Emily Wagner (Doris Pickman)
- Montae Russell (Zadro White)

### Épisode 23:L'amour reprend le dessus
- États-Unis : 4 mai 1995 sur NBC
- France : 29 septembre 1996 sur France 2

- Zachary Browne (Jake Leeds)
- Michael Ironside (Dr William 'Wild Willy' Swift)
- Gloria Reuben (Jeanie Boulet)
- Ving Rhames (Walt Robbins)
- Rick Rossovich (Dr John Taglieri)
- Lisa Zane (Diane Leeds)
- Yvonne Zima (Rachel Greene)
- Khandi Alexander (Jackie Robins)
- Yvette Freeman (Haley Adams)
- Ellen Crawford (Lydia Wright)
- Conni M. Brazelton (Conni Oligario)
- Lily Mariye (Lily Jarvik)
- Deezer D. (Malik McGrath)
- Abraham Benrubi (Jerry Markovic)
- Vanessa Marquez (Wendy Goldman)
- Janet MacLachlan (la mère)

### Épisode 24:Maternité
- États-Unis : 11 mai 1995 sur NBC
- France : 6 octobre 1996 sur France 2

- Khandi Alexander (Jackie Robbins)
- Andrea Parker (Linda Farrell)
- CCH Pounder (Dr Angela Hicks)
- Gloria Reuben (Jeanie Boulet)
- Beah Richards (Mme Benton)
- Lisa Zane (Diane Leeds)
- Yvette Freeman (Haley Adams)
- Ellen Crawford (Lydia Wright)
- Conni M. Brazelton (Conni Oligario)
- Deezer D. (Malik McGrath)
- Abraham Benrubi (Jerry Markovic)
- Vanessa Marquez (Wendy Goldman)
- Laura Ceron (Chuny Marquez)
- Emily Wagner (Doris Pickman)
- Montae Russell (Zadro White)

Laura Cerón apparaît dans le rôle d'Ethel « Chuny » Marquez, infirmière en obstétrique. Elle sera affectée aux urgences dès la 2e saison et jusqu'à la fin de la série.

### Épisode 25:Tout recommence
- États-Unis : 18 mai 1995 sur NBC
- France : 6 octobre 1996 sur France 2

- Zachary Browne (Jake Leeds)
- Michael Ironside (Dr William 'Wild Willy' Swift)
- Rick Marzan (Camacho)
- Rolando Molina (Rolando)
- CCH Pounder (Dr Angela Hicks)
- Gloria Reuben (Jeanie Boulet)
- Rick Rossovich (Dr John Taglieri)
- Yvonne Zima (Rachel Greene)
- Ellen Crawford (Lydia Wright)
- Conni M. Brazelton (Conni Oligario)
- Lily Mariye (Lily Jarvik)
- Deezer D. (Malik McGrath)
- Vanessa Marquez (Wendy Goldman)
- Emily Wagner (Doris Pickman)
- Montae Russell (Zadro White)